# کاریسی

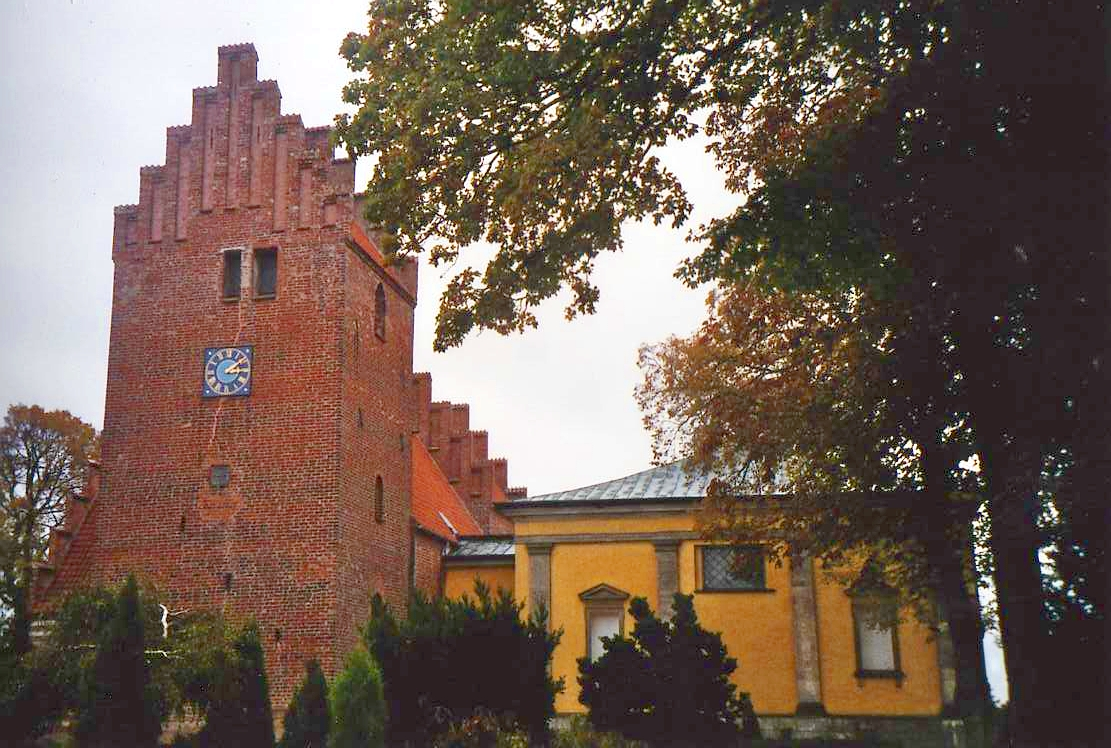
کاریسی

کاریسی (به لاتین: Karise) یک منطقهٔ مسکونی در دانمارک است که در Faxe Municipality واقع شده‌است. کاریسی ۱٫۳ کیلومتر مربع مساحت و ۲٬۴۰۴ نفر جمعیت دارد.